# Гозельський потік
Гозельський потік (словац. Hozelský potok) — річка в Словаччині, притока Попраду, протікає в окрузі Попрад.
Довжина приблизно 8,0-8,5 км. Витік знаходиться в масиві Попрадська улоговина (Врбовські пагорби) на висоті близько 700 метрів. Протікає територією села Гозелець і міста Попрад..
Впадає в Попрад на території однойменного міста.